# 25th Anniversary Rock and Roll Hall of Fame Concert
Das 25th Anniversary Rock and Roll Hall of Fame Concert war ein zweitägiges Konzert zum 25-jährigen Jubiläum der Rock and Roll Hall of Fame. Es fand am 29. und 30. Oktober 2009 im Madison Square Garden statt und die Tickets kosteten zwischen 75 und 2000 US-Dollar.
Die Idee hinter dem Konzert war, Mitglieder der Hall of Fame im Rahmen von acht Segmenten (Crosby, Stills and Nash, Simon and Garfunkel, Stevie Wonder, Bruce Springsteen, Aretha Franklin, Jeff Beck, Metallica und U2) in verschiedenen Konstellationen auftreten zu lassen und eigene Lieder beziehungsweise Lieder anderer Hall-of-Fame-Mitglieder zu präsentieren. Statt Jeff Beck war anfangs eigentlich ein Segment mit Eric Clapton geplant, allerdings hatte sich dieser zum Zeitpunkt des Konzerts gerade die Gallensteine entfernen lassen.
Ein vierstündiger Zusammenschnitt des Konzerts wurde erstmals vom US-amerikanischen Fernsehanbieter HBO am 29. November 2009 ausgestrahlt („E“=Edit). Außerdem wurde das Konzert auf DVD (HBO-Zusammenschnitt auf zwei DVDs plus einer Bonus-DVD), auf Blu-ray und auf zwei Doppel-CDs beziehungsweise als 4-CD-Box (inklusive sechs Bonus-Stücken, gekennzeichnet mit „4“) veröffentlicht.
Der Auftritt von Metallica mit Lou Reed führte schließlich auch zu den Aufnahmen des gemeinsamen Albums Lulu.

## Tag 1
| Segment                                 | Gäste                                                                                  | Song                                           | HBO | DVD | CD | Anmerkungen                           |
| --------------------------------------- | -------------------------------------------------------------------------------------- | ---------------------------------------------- | --- | --- | -- | ------------------------------------- |
| Jerry Lee Lewis                         | Jerry Lee Lewis                                                                        | Whole Lotta Shakin’ Goin’ On                   |     |     |    | -                                     |
| Crosby, Stills and Nash                 | -                                                                                      | Woodstock                                      | •   | •   | •  | -                                     |
| Crosby, Stills and Nash                 | -                                                                                      | Marrakesh Express                              |     |     |    | -                                     |
| Crosby, Stills and Nash                 | -                                                                                      | Almost Cut My Hair                             | •   | •   | •  | -                                     |
| David Crosby und Graham Nash            | Bonnie Raitt                                                                           | Love Has No Pride                              | •   | •   | •  | -                                     |
| David Crosby und Graham Nash            | Bonnie Raitt                                                                           | Midnight Rider                                 |     |     |    | Original: The Allman Brothers Band    |
| David Crosby und Graham Nash            | Jackson Browne                                                                         | The Pretender                                  | •   | •   | •  | -                                     |
| David Crosby und Graham Nash            | James Taylor                                                                           | Mexico                                         |     | •   | 4  | -                                     |
| Crosby, Stills and Nash                 | James Taylor                                                                           | Love the One You’re With                       | •   | •   | •  | -                                     |
| Crosby, Stills and Nash                 | -                                                                                      | Rock and Roll Woman                            |     |     |    | -                                     |
| Crosby, Stills and Nash                 | - Bonnie Raitt - Jackson Browne - James Taylor                                         | Teach Your Children                            |     | •   |    | -                                     |
| Paul Simon                              | -                                                                                      | Diamonds on the Soles of Her Shoes             |     |     |    | -                                     |
| Paul Simon                              | -                                                                                      | Me and Julio Down by the Schoolyard            |     | •   | 4  | -                                     |
| Paul Simon                              | -                                                                                      | You Can Call Me Al                             | •   | •   | •  | -                                     |
| Paul Simon                              | Dion DiMucci                                                                           | The Wanderer                                   | •   | •   | •  | -                                     |
| Paul Simon                              | David Crosby und Graham Nash                                                           | Here Comes the Sun                             | •   | •   | •  | Original: The Beatles                 |
| Paul Simon                              | -                                                                                      | Late in the Evening                            |     |     |    | -                                     |
| Little Anthony & the Imperials          | Little Anthony & the Imperials                                                         | Two People in the World                        | •   | •   | •  | -                                     |
| Simon and Garfunkel                     | -                                                                                      | The Sound of Silence                           | •   | •   | •  | -                                     |
| Simon and Garfunkel                     | -                                                                                      | Mrs. Robinson/Not Fade Away                    |     | •   | 4  | Original (Not Fade Away): Buddy Holly |
| Simon and Garfunkel                     | -                                                                                      | The Boxer                                      | •   | •   | •  | -                                     |
| Simon and Garfunkel                     | -                                                                                      | Bridge over Troubled Water                     | •   | •   | •  | -                                     |
| Simon and Garfunkel                     | -                                                                                      | Cecilia                                        |     |     |    | -                                     |
| Stevie Wonder                           | -                                                                                      | Blowin’ in the Wind                            |     |     |    | Original: Bob Dylan                   |
| Stevie Wonder                           | -                                                                                      | Uptight (Everything’s Alright)                 |     | •   |    | -                                     |
| Stevie Wonder                           | -                                                                                      | I Was Made to Love You                         |     | •   |    | -                                     |
| Stevie Wonder                           | -                                                                                      | For Once in My Life                            | •   | •   | •  | -                                     |
| Stevie Wonder                           | -                                                                                      | Signed, Sealed, Delivered I’m Yours            |     | •   | 4  | -                                     |
| Stevie Wonder                           | -                                                                                      | Boogie on Reggae Woman                         |     |     |    | -                                     |
| Stevie Wonder                           | Smokey Robinson                                                                        | The Tracks of My Tears                         | •   | •   | •  | -                                     |
| Stevie Wonder                           | John Legend                                                                            | Mercy Mercy Me (The Ecology)                   |     | •   | 4  | Original: Marvin Gaye                 |
| Stevie Wonder                           | John Legend                                                                            | The Way You Make Me Feel                       | •   | •   | •  | Original: Michael Jackson             |
| Stevie Wonder                           | B. B. King                                                                             | The Thrill Is Gone                             | •   | •   | •  | -                                     |
| Stevie Wonder                           | -                                                                                      | Living for the City                            |     |     |    | -                                     |
| Stevie Wonder                           | Sting                                                                                  | Higher Ground/Roxanne                          | •   | •   | •  | -                                     |
| Stevie Wonder                           | Jeff Beck                                                                              | Superstition                                   | •   | •   | •  | -                                     |
| Bruce Springsteen and the E Street Band | -                                                                                      | 10th Avenue Freeze-Out                         |     |     |    | -                                     |
| Bruce Springsteen and the E Street Band | Sam Moore                                                                              | Hold On I’m Comin’                             | •   | •   |    | -                                     |
| Bruce Springsteen and the E Street Band | Sam Moore                                                                              | Soul Man                                       | •   | •   |    | -                                     |
| Bruce Springsteen and the E Street Band | Tom Morello                                                                            | The Ghost of Tom Joad                          | •   | •   | •  | -                                     |
| Bruce Springsteen and the E Street Band | John Fogerty                                                                           | Fortunate Son                                  | •   | •   | •  | -                                     |
| Bruce Springsteen and the E Street Band | John Fogerty                                                                           | Proud Mary                                     |     |     |    | -                                     |
| Bruce Springsteen and the E Street Band | John Fogerty                                                                           | Oh, Pretty Woman                               | •   | •   | •  | Original: Roy Orbison                 |
| Bruce Springsteen and the E Street Band | -                                                                                      | Jungleland                                     | •   | •   | •  | -                                     |
| Bruce Springsteen and the E Street Band | Darlene Love                                                                           | A Fine, Fine Boy                               | •   | •   | •  | -                                     |
| Bruce Springsteen and the E Street Band | Darlene Love                                                                           | Da Doo Ron Ron                                 |     |     |    | Original: The Crystals                |
| Bruce Springsteen and the E Street Band | Tom Morello                                                                            | London Calling                                 |     | •   | 4  | Original: The Clash                   |
| Bruce Springsteen and the E Street Band | Tom Morello                                                                            | Badlands                                       |     |     |    | -                                     |
| Bruce Springsteen and the E Street Band | Billy Joel                                                                             | You May Be Right                               |     |     |    | -                                     |
| Bruce Springsteen and the E Street Band | Billy Joel                                                                             | Only the Good Die Young                        |     |     |    | -                                     |
| Bruce Springsteen and the E Street Band | Billy Joel                                                                             | New York State of Mind                         | •   | •   | •  | -                                     |
| Bruce Springsteen and the E Street Band | Billy Joel                                                                             | Born to Run                                    | •   | •   | •  | -                                     |
| Bruce Springsteen and the E Street Band | - Darlene Love - John Fogerty - Tom Morello - Billy Joel - Jackson Browne - Peter Wolf | (Your Love Keeps Lifting Me) Higher and Higher | E   | •   | E  | Original: Jackie Wilson               |

## Tag 2
| Segment         | Gäste                                          | Song                                       | HBO | DVD | CD | Anmerkungen                  |
| --------------- | ---------------------------------------------- | ------------------------------------------ | --- | --- | -- | ---------------------------- |
| Jerry Lee Lewis | Jerry Lee Lewis                                | Great Balls of Fire                        | •   | •   | •  | -                            |
| Aretha Franklin | -                                              | Baby, I Love You                           | •   | •   |    | -                            |
| Aretha Franklin | -                                              | Don’t Play That Song                       | •   | •   |    | -                            |
| Aretha Franklin | -                                              | Make Them Hear You                         |     |     |    | -                            |
| Aretha Franklin | Annie Lennox                                   | Chain of Fools                             | •   | •   |    | -                            |
| Aretha Franklin | -                                              | New York, New York                         |     |     |    | -                            |
| Aretha Franklin | Lenny Kravitz                                  | Think                                      |     |     |    | -                            |
| Aretha Franklin | -                                              | Respect                                    |     |     |    | -                            |
| Jeff Beck       | -                                              | Drown in My Own Tears                      |     |     |    | -                            |
| Jeff Beck       | Sting                                          | People Get Ready                           | •   | •   | •  | Original: The Impressions    |
| Jeff Beck       | -                                              | Freeway Jam                                |     | •   |    | -                            |
| Jeff Beck       | -                                              | Cause We’ve Ended as Lovers                |     |     |    | -                            |
| Jeff Beck       | Buddy Guy                                      | Let Me Love You Baby                       | •   | •   | •  | Original: Willie Dixon       |
| Jeff Beck       | -                                              | Big Block                                  |     | •   |    | -                            |
| Jeff Beck       | -                                              | Rice Pudding                               | •   | •   | •  | -                            |
| Jeff Beck       | Billy Gibbons                                  | Foxy Lady                                  | •   | •   | •  | Original: Jimi Hendrix       |
| Jeff Beck       | Billy Gibbons                                  | Rough Boy                                  |     |     |    | -                            |
| Jeff Beck       | -                                              | A Day in the Life                          | •   | •   | •  | Original: The Beatles        |
| Metallica       | -                                              | For Whom the Bell Tolls                    | •   | •   | •  | -                            |
| Metallica       | -                                              | One                                        |     |     |    | -                            |
| Metallica       | -                                              | Turn the Page                              |     | •   | •  | Original: Bob Seger          |
| Metallica       | Lou Reed                                       | Sweet Jane                                 | •   | •   | •  | -                            |
| Metallica       | Lou Reed                                       | White Light/White Heat                     |     |     |    | -                            |
| Metallica       | Ozzy Osbourne                                  | Iron Man                                   | E   | •   | •  |                              |
| Metallica       | Ozzy Osbourne                                  | Paranoid                                   | E   | •   | •  | -                            |
| Metallica       | Ray Davies                                     | You Really Got Me                          |     |     |    | -                            |
| Metallica       | Ray Davies                                     | All Day and All of the Night               | •   | •   | •  | -                            |
| Metallica       | -                                              | Stone Cold Crazy                           |     |     |    | Original: Queen              |
| Metallica       | -                                              | Enter Sandman                              | •   | •   | •  | -                            |
| U2              | -                                              | Vertigo                                    | •   | •   | •  | -                            |
| U2              | -                                              | Magnificent                                | •   | •   | •  | -                            |
| U2              | - Bruce Springsteen - Patti Smith - Roy Bittan | Because the Night                          | •   | •   | •  | -                            |
| U2              | - Bruce Springsteen - Roy Bittan               | I Still Haven’t Found What I’m Looking For | •   | •   | •  | -                            |
| U2              | -                                              | Mysterious Ways                            |     | •   | •  | -                            |
| U2              | Black Eyed Peas                                | Where Is the Love?/One                     |     | •   | •  | -                            |
| U2              | - Mick Jagger - Fergie - Will.i.am             | Gimme Shelter                              | •   | •   | •  | Original: The Rolling Stones |
| U2              | Mick Jagger                                    | Stuck in a Moment You Can’t Get Out Of     | •   | •   | •  | -                            |
| U2              | -                                              | Beautiful Day                              | •   | •   | •  | -                            |